# Армистед, Льюис
Льюис Эддисон Армистед (англ. Lewis Addison Armistead; 18 февраля 1817 — 5 июля 1863) — бригадный генерал армии Конфедерации во время американской Гражданской войны.
Был смертельно ранен во время атаки Пикетта в ходе битвы при Геттисберге.

## Ранние годы
Льюис Армистед среди друзей был известен как «Ло» — сокращенное от «Лотарио», персонажа популярной пьесы.
Он родился в Нью-Берне, штат Северная Каролина.
Его родителями были Уокер Кит Армистед и Элизабет Стенли Армистед.
Его дед, Джон Стенли, был американским конгрессменом, а его дядя Эдвард Стенли служил военным губернатором Северной Каролины в гражданскую войну. Уолкер Армистед и пять его братьев служили в войну 1812 года и один из них, майор Джордж Армистед, был командиром форта Макгенри во время британской атаки, которая послужила основой для сюжета гимна США.
Льюис поступил в Военную Академию, но был отчислен после ссоры с кадетом Джубалом Эрли, когда он разбил тарелку о голову последнего.
В академии у него были некоторые сложности, например с французским языком, самым сложным предметом для кадетов в то время. После отчисления его отец добился для него звания второго лейтенанта и зачисления в 6-й пехотный полк, это случилось 10 июля 1839 года, как раз когда его однокурсники оканчивали Академию. 30 марта 1844 года он был повышен до лейтенанта.
Участвовал в Мексиканской войне, получил звание капитана за Контрерас и Чурубуско, был ранен при Чапультепеке, затем повышен до майора за Молино дель Рей и Чапультепек.
Армистед был другом Уинфилда Скотта Хэнкока, с которым вместе служил в Лос-Анджелесе перед гражданской войной. Перед тем как отбыть в армию Конфедерации, он устроил прощальную вечеринку, на которой, как говорят, сказал Хэнкоку, что «Господь поразит меня», если он поднимет в бою руку на Хэнкока.
Армистед был женат дважды. Его первой женой была Сесилия Ли Лав, дальняя родственница генерала Ли, на которой он женился в 1844 году. У них было двое детей: Уолкер Кейт Армистед и Флора Ли Армистед.
Сесилия умерла в 1850 году, и Армистед женился на вдове Корнелии Тальяферро Джамсон в 1852 году. У них был один ребенок, Льюис Армистед. Корнелия умерла в 1855 году.

## Гражданская война
Когда началась война, Армистед подал прошение зачислить его в армию майором, но его почти сразу повысили до полковника и поручили ему 57-й вирджинский пехотный полк.
Он служил на западе Вирджинии, но вскоре был отправлен на восток, в Северовирджинскую армию. В апреле 1862 года ему присвоили звание бригадного генерала. В сражении при Севен-Пайнс он командовал вирджинской бригадой в составе дивизии Хьюджера. Бригада Армистеда в то время состояла из пяти вирджинских полков и одного батальона:
- 9-й вирджинский: подп. Джеймс Джиллиам
- 14-й вирджинский: полк. Джеймс Ходжес
- 38-й вирджинский: полк. Эдвард Эдмондс
- 53-й вирджинский: кап. Уильям Айлет
- 57-й вирджинский: подп. Уадди Джеймс
- 5-й вирджинский батальон: кап. Уильям Эллей

Он почти не участвовал в боевых действиях 31 мая, но оказался главной ударной силой в наступлении 1 июня — он атаковал бригады Френча и Мигера.
В Семидневной битве, ему пришлось возглавить атаку в бою при Малверн-Хилл. Эта атака по недоразумению была принята за успешную и инициировала общее наступление Северовирджинской армии, которое закончилось неудачей. Позже он принял участие во Втором сражении при Бул-Ране.
Во время сражения при Энтитеме он служил начальником военной полиции, на должности весьма неприятной, учитывая высокий уровень дезертирства в то время. Затем он оказался в дивизии генерала Пикетта — во время сражения под Фредериксбергом. Весной 1863 года он оказался в Норфолке, в корпусе Лонгстрита, из-за чего пропустил сражение при Чанселорсвилле.
Самое известное место его биографии — битва при Геттисберге. Бригада Армистеда прибыла на поле боя вечером 2 июля. На следующий день произошла знаменитая атака Пикетта, во время которой бригада Армистеда атаковала в центре. Считается, что перед началом атаки он скомандовал своей бригаде: «Вирджинцы! Вирджинцы! За вашу землю, за ваши жилища, за ваших любимых, за ваших жен — Вперед… Марш!»
Армистед лично шёл перед строем, надев шляпу на саблю — не очень понятно, проткнув её саблей (как в фильме «Геттисберг»), или надев на кончик. Ему удалось дойти до каменной стены в районе «угла» (Angle), его бригада продвинулась дальше всех в тот день, достигнув точки, известной сейчас как «Уровень высокой воды»(High Water Mark), но затем федеральная контратака отбросила их.
Армистед был ранен трижды сразу после пересечения стены. Раны не казались смертельными, пули попали в мясистую часть руки и колено, не повредив ни кости, не артерии, ни нерва.
Пишут, что, падая, он подал масонский знак помощи. Федеральный офицер Генри Бингхам, также масон, пришёл ему на помощь и пытался помочь. Бингхам сообщил Армистеду, что этим участком командует генерал Хенкок, тоже раненый к этому моменту.
Эта сцена присутствует в романе Майкла Шаара «The Killer Angels», где Армистед является ведущим персонажем. Вошла она и в фильм «Геттисберг». Армистед был доставлен в федеральный полевой госпиталь в Спенглер Фарм, где и скончался через два дня.
Вэйне Моттс, биограф Армистеда, полагает, что генерал умер от тромбоэмболии, в то время как другие считают, что причиной смерти было сочетание септического шока и теплового удара.